# Gaiwan
Un gaiwan (prononcé en mandarin : /kâi.wàn/), ou un zhong, est une tasse chinoise à couvercle servant pour les infusions et la consommation de thé.

## Zhongougaiwan?
Il semble[Selon qui ?] que le terme précis pour désigner l'objet soit 蓋碗/盖碗 gàiwǎn, désignant un « bol », 碗, « à couvercle », 蓋/盖.
Le terme zhōng 盅 serait une déformation du verbe 冲 chōng, « verser de l'eau, faire du thé, rincer », en référence à l'usage spécifique de cette tasse, qui désignerait un autre type de tasse, plus haute, munie d'une anse et d'un couvercle, sans soucoupe, surtout utilisée à Canton.
L'importance de Canton dans le commerce du thé explique la confusion qui a mené 盅 zhōng à parfois remplacer 蓋碗/盖碗 gàiwǎn.

## Histoire
Depuis la dynastie chinoise Ming, le thé était généralement consommé dans la vaisselle où il était préparé. Comme décrit par le maître de thé Lu Yu, ce bol spécial doit être assez large pour l’infusion du thé, suffisamment compact pour être tenu confortablement dans une main pour être consommé. Le terme pour cette pièce de vaisselle était simplement cháwǎn (茶碗, litt. « bol à thé »). Ce fut pendant la dynastie Ming que les innovations dans le rituel du thé et dans sa préparation qu’est né cette vaisselle maintenant incontournable, le gaiwan.
Le gaiwan serait né à Chengdu dans le Xichuan pendant la période Jianzhong de l'empereur Dezong de la dynastie Tang (780-783). Cui Ning, la fille du gouverneur de Xichuan se brûlait souvent les doigts avec sa tasse. En effet ces tasses n'avaient pas de support. Cui Ning a ajouté une assiette en bois et pour éviter que la tasse ne se renverse, elle utilisa de la cire pour créer un socle rond au centre de l'assiette et y poser sa tasse. C'est le premier bateau à thé. Plus tard, des anneaux de laque remplacent les anneaux de cire[réf. nécessaire]. Le gaiwan était né et essaima dans toute la Chine, d'abord chez les nobles, les aristocrates, puis dans toute la société chinoise.

## Fonction

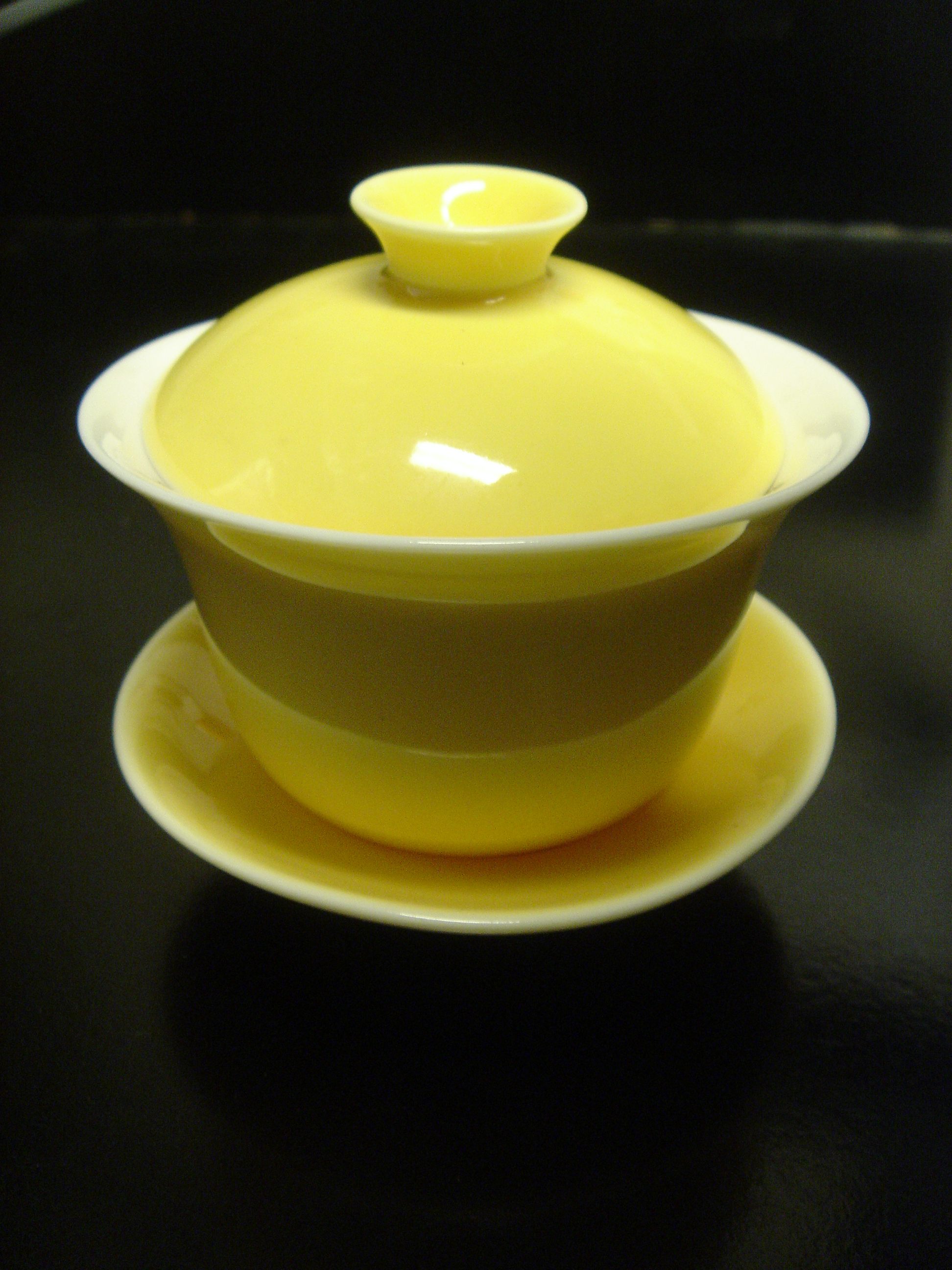
Un gaiwan en porcelaine.

Le gaiwan est considéré par beaucoup de connaisseurs comme étant la meilleure méthode pour infuser des thés avec de délicats arômes et odeurs, tel que les thés verts et thés blancs.
L’utilité du gaiwan fait qu’il est souvent employé dans la préparation du oolong à cause de son habileté particulière pour infuser plusieurs fois ; toutefois le gaiwan est utilisable pour tout type de thé. Le gaiwan est important dans la dégustation des thés, il permet de voir le thé pendant qu’on le boit, et il n’altère pas les saveurs et l’odeur du thé. Le gaiwan est composé d’une soucoupe, d’un bol et d’un couvercle. Le couvercle permet au thé d’être infusé dans le bol avant d'être versé dans un autre récipient, ou bien d’y être directement bu — en utilisant le couvercle pour bloquer les feuilles lorsque l’on boit. Dans ce dernier cas, le thé choisi ne doit pas infuser trop vite, puisque l'on boit dans un intervalle de temps.
Le gaiwan en lui-même peut être fait de multiples matériaux, de la porcelaine au verre. Les gaiwan d'argile de Yixing ou de jade sont très prisés par les collectionneurs.

## Mode d'emploi
- Mettre dans le récipient la quantité de feuilles conseillée selon le type de thé
- Certains thés demandent à verser d'abord un peu d'eau froide pour réhydrater les feuilles doucement et éviter qu'elles ne soient brûlées par la chaleur
- Compléter avec de l'eau à la température adaptée au type de thé
- Vider immédiatement en gardant les feuilles grâce au couvercle : le thé est rincé
- En profiter pour ouvrir et sentir l'arôme des feuilles
- Reverser de l'eau chaude ou, selon le type de thé de nouveau eau froide puis eau chaude
- Laisser infuser, éventuellement en remuant avec le couvercle
- Boire à petites gorgées en retenant les feuilles avec le couvercle. On peut aussi verser dans des tasses ou dans un pot qui sera lui même versé dans des tasses.

On peut sentir l'infusion et le couvercle, sur lequel les parfums du thé se sont déposés et concentrés tandis que la vapeur condensée est retombée dans la tasse. Selon le thé, les feuilles peuvent encore être infusées deux ou trois fois, en jouant sur le temps d'infusion, qui est généralement plus court. La tasse se doit d'être blanche, de sorte que l'on puisse admirer la teinte de l'infusion. 
Comme pour la méthode gong fu cha, le temps d'infusion est à ajuster selon le thé et les goûts personnels. D'une manière générale, le temps d'infusion varie entre 15 secondes et 2 à 3 minutes.

## Différencegaiwan/ théière
La différence majeure se situe au niveau thermique, le gaiwan dissipera plus vite la chaleur qu'une théière et se révélera plus adapté pour les thés fragiles (jaune, blanc et vert). Il dissipe plus rapidement la chaleur pour deux raisons principales :
- la finesse de la paroi ;
- sa faible contenance.

La différence d'épaisseur a aussi une influence non négligeable sur le goût ; plus le gaiwan aura une fine épaisseur, plus le goût du thé pourra être apprécié. Des parois épaisses donnent pour un thé vert une certaine amertume.